# Hopper e il tempio perduto
Hopper e il tempio perduto (Hopper et le Hamster des ténèbres) è un film d'animazione franco-belga del 2022 diretto da Ben Stassen.
Si tratta della prima trasposizione animata dell'omonima serie di libri per bambini scritta da Chris Grine.

## Trama
Nato per metà pollo e per metà lepre, il giovane principe Hopper parte all'avventura assieme alla tartaruga Abe e alla puzzola Meg per trovare il criceto delle tenebre e dimostrare a suo padre, il re Peter, di essere alla sua altezza. Sulle loro tracce però si mette Lapin,  fratello del padre, determinato a rubargli la gloria.

## Personaggi
- Hopper: il protagonista del film. È nato metà lepre e metà pollo e per questo si è sempre sentito escluso a causa della sua diversità. Fin da piccolo ha studiato ogni libro sulle avventure per prepararsi a intraprendere una nuova avventura. Durante il suo lungo viaggio per fermare suo zio e trovare il Criceto delle Tenebre impara che ciò che lo rende diverso è ciò che le rende unico e speciale.
- Abe: È una tartaruga servitore di Hopper e suo amico che lavora nella Biblioteca Reale. Scettico, fifone e sarcastico, Abe preferisce evitare ogni sorta di rischio e pericolo, colma la sua mancanza d'azione con le sue conoscenze.
- Meg: Una puzzola che vive in un piccolo villaggio di guide nel deserto. Avventurosa, schietta, abile nelle arti marziali e intelligente, Meg insegnerà a Hopper ad apprezzare quello che lo rende diverso poiché da piccola anche lei veniva evitata per quello che era.
- Re Peter: È il gentile, avventuroso e nobile padre di Hopper. Quando lui e suo fratello Lapin cercavano il Criceto delle Tenebre trovò Hopper ancora neonato e decise di adottarlo crescendolo e raccontandogli delle sue avventure. Ha sempre sperato che suo figlio vedesse quanto fosse speciale e unico.
- Lapin: l'antagonista principale del film. Zio di Hopper e fratello maggiore di Re Peter, venne imprigionato quando il loro padre scelse suo fratello come erede al trono. Astuto, pazzo e avido, Lapin ha fatto di tutto per mettere le mani sul Criceto delle Tenebre, inizialmente per far sì che non venisse più preso in giro per il suo orecchio deformato ma dopo la sua fuga intende usare il suo potere per detronizzare suo fratello e conquistare il regno.
- Maialini: Creature di colore rosa che vivono in una giungla di bambù dove adorano un pezzo di pietra come una divinità. I maiali si muovono in modi strani - ad angolo retto - e si incastrano come i mattoni di un videogioco.
- Luther: Un gorilla molto alto e corpulento e braccio destro di Lapin che però alla fine del film lo tradirà. Appare come un individuo intimidatorio ma in realtà è molto amichevole.
- Barry: Una papera e un altro scagnozzo di Lapin. Molto fifone, finge spesso di essere coraggioso ma alla fine lo diventerà per davvero quando tradirà Lapin. In passato è finito in prigione per evasione fiscale.
- Lance e Whitey: Rispettivamente un pollo e una lepre. Sono coetanei di Hopper e lo hanno sempre preso in giro per il suo aspetto per poi smettere quando salva tutti da Lapin e dai suoi mostruosi criceti.

## Produzione
Un adattamento animato della serie era in programma già dal 2011, quando la Paramount chiese a Chris Grine di scrivere il soggetto di un film che raccontasse una storia inedita. Il film entrò in produzione nel 2012, ma nel 2016 venne cancellato. Nel 2019 il film tornò in produzione.

## Distribuzione
Le prime immagini del film apparvero in rete a inizio 2020. A marzo 2021 è uscito il primo teaser in lingua originale seguito a ruota da quello italiano. A dicembre successivo è invece uscito il trailer e nell'aprile 2022 il film viene distribuito nei cinema.

## Accoglienza

### Critica
Il film ha ricevuto principalmente critiche positive. Sono state lodate in particolare l'originalità del prodotto e l'atmosfera in stile Indiana Jones.

## Sequel
ad ottobre 2025 è prevista l'uscita nei cinema francesi del sequel del film, Hopper et le Secret de la Marmotte.